# بونزو تسودا
بونزو تسودا (باليابانية: 蔦 颯) (مواليد 7 يونيو 1995) هو لاعب كرة قدم ياباني.

## وصلات خارجية
- بونزو تسودا على موقع رابطة كرة القدم اليابانية للمحترفين (اليابانية)
- بونزو تسودا على موقع قاعدة بيانات كرة القدم.إي يو (الإنجليزية)
- بونزو تسودا على موقع Soccerway.com (الإنجليزية)
- بونزو تسودا على موقع عالم كرة القدم.نت (الإنجليزية)